# Joseph Balthasar Hochreither
Joseph Balthasar Hochreither (Salzbourg, 16 avril 1669 – Salzbourg, 14 décembre 1731) est un organiste et compositeur autrichien. Il peut avoir été un élève de Heinrich Biber.

## Œuvres
- Vesperae Joannis Hochenreitter [Joseph Balthasar Hochreither] de Anno en 1706 folio[1]

## Discographie
- Requiem (1712) ; Missa Jubilus sacer (1731) - Saint Florianer Sängerknaben, Ars Antiqua Austria, dir. Gunar Letzbor (4-7 mai 2011, Pan Classics PC 10264) (OCLC 936676283).